# 周秀蘭
周秀蘭（英語：Elaine Chow Sau Lan，1961年4月1日—），前香港影視女演員。她出身自無綫電視藝員訓練班，1980年代至1990年代初活躍於香港影視圈，後來移居加拿大至今。

## 背景
周秀蘭早年在住荃灣石圍角邨現址前身的石圍角村石屋成長，父親於河背街經營「南發白米」舖，家有1姊1弟。她就讀荃湾天主教小學及裘錦秋中學（葵涌）。1978年中五畢業後報讀第8期無綫電視藝員訓練班，並於1979年畢業。其後在1980年代前期的《鹿鼎記》、《雪山飛狐》、《魔域桃源》等多部古裝劇中飾演要角，為重要二線花旦之一。1982年凭《柠檬可乐》入圍第2届香港電影金像獎最佳新人提名。1987年元旦，周秀蘭轉投亞洲電視，為亞視演出至1991年，又于1997年出演《天地情緣》。此後，周秀蘭退出香港娛樂圈并移民至加拿大溫哥華至今，在當地中文電臺及電視臺主持節目，後潛心學佛及經營素菜館，成為佛教徒。

## 個人生活
周秀蘭的前夫為藝人劉少君，2人婚後育有1名女兒。但因為劉少君拍攝劇集《真情》期間與郭少芸發展婚外情，最終導致婚姻破裂。

## 作品

### 電視劇（無線電視）
- 1979年 《楚留香》 飾 樓蘭皇宮宮女、神水宫宫女
- 1979年 《絕代雙驕》 飾 移花宫宫女
- 1980年 《風雲》 飾 何思雅同學
- 1980年 《上海灘》 飾 賣唱女
- 1980年 《上海灘龍虎鬥》 飾 厲華
- 1980年 《仁者無敵》 飾 小茜
- 1981年 《荳芽夢》 飾  凯蒂
- 1981年 《他的一生》 飾 蘇彩雲
- 1981年 《突破》 飾 羅少清
- 1982年 《神女有心》 飾 相思
- 1982年 《十三太保》飾 玲瓏
- 1982年 《福星高照》飾 孫秀英
- 1983年 《奔向太陽》
- 1983年 《無冕天使》 飾 鍾美娟
- 1983年 《迷離夜·兇眼》 飾 Annie
- 1983年 《鬼咁夠運》 飾 江靜儀
- 1984年 《鹿鼎記》 飾 雙兒
- 1984年 《魔域桃源》 飾 楚煙寒
- 1984年 《楚留香之蝙蝠傳奇》 飾 金靈芝
- 1984年 《儂本多情》 飾 秦小曼
- 1985年 《六指琴魔》 飾 韓玉霞
- 1985年 《游龍戲鳳》 飾 劉鳳娥
- 1985年 《雪山飛狐》 飾 袁紫衣
- 1986年 《赤腳紳士》 飾 夏四妹

### 電視劇（亞洲電視）
- 1987年 《烈士忠魂》
- 1987年 《文學電視之傷逝》 飾 子君
- 1988年 《歷代奇女子之緹縈》 飾 淳于緹縈
- 1988年 《滿清十三皇朝之乾隆》 飾 孫福如
- 1988年 《狂俠天驕魔女》 飾 赫連清波、赫連清雲
- 1989年 《天劍絕刀》 飾 張玉瑤
- 1989年 《小白龍之續命記》 飾 華希文
- 1989年 《城市劍客》 飾 李淑君
- 1989年 《皇家檔案III-天涯無路》
- 1990年 《豪俠傳》 飾 秦英
- 1990年 《最佳才子》
- 1990年 《碧梅風暴》 飾 郭碧梅
- 1990年 《血染紫禁城》 飾 溫彩霞
- 1991年 《廟街豪情》
- 1997年 《天地情緣》 飾 孟晶晶母親

### 電視劇（香港電台）
- 1979年 《執法者》：紙盒藏屍 飾 女警
- 1979 年《獅子山下》：再生 飾 電台DJ
- 1980年 《歲月河山》：蕭先生 飾 鄭家女兒阿葵
- 1980年 《百合花》：未婚媽媽 飾 未婚懷孕媽媽
- 1980年 《打工仔》：停工 飾 阿青
- 1981年 《好時光》：我愛夏日長 飾 王老師
- 1983年 《香港香港》：困獸 飾 中日混血女子美芝
- 1991年 《性本善》：一個答不完的問題 飾 Betty

### 電影
- 1981 《I.Q.爆棚》
- 1982 《檸檬可樂》飾 婷婷
- 1983 《摧花者死》
- 1983 《鼓手》Elaine
- 1986 《富貴列車》飾 小蘭
- 1986 《地下情》
- 1989 《火爆行動》
- 1991 《子彈出租》

### 其他電視節目(無線電視)
- 1980 《香港足球雜誌》

## 歌曲
- 1982年：〈願與你相對〉，所屬專輯：《復黑王- 香港映歌82》，發行時間：2009-07-14，所屬公司：環球唱片

## 外部連結
- 周秀蘭在互联网电影资料库（IMDb）上的資料（英文）（英文）
- 周秀蘭在香港影庫上的簡介
- 周秀蘭在豆瓣上的资料（简体中文）
- 周秀蘭在时光网上的簡介（简体中文）